# Slag bij Fort Cedars

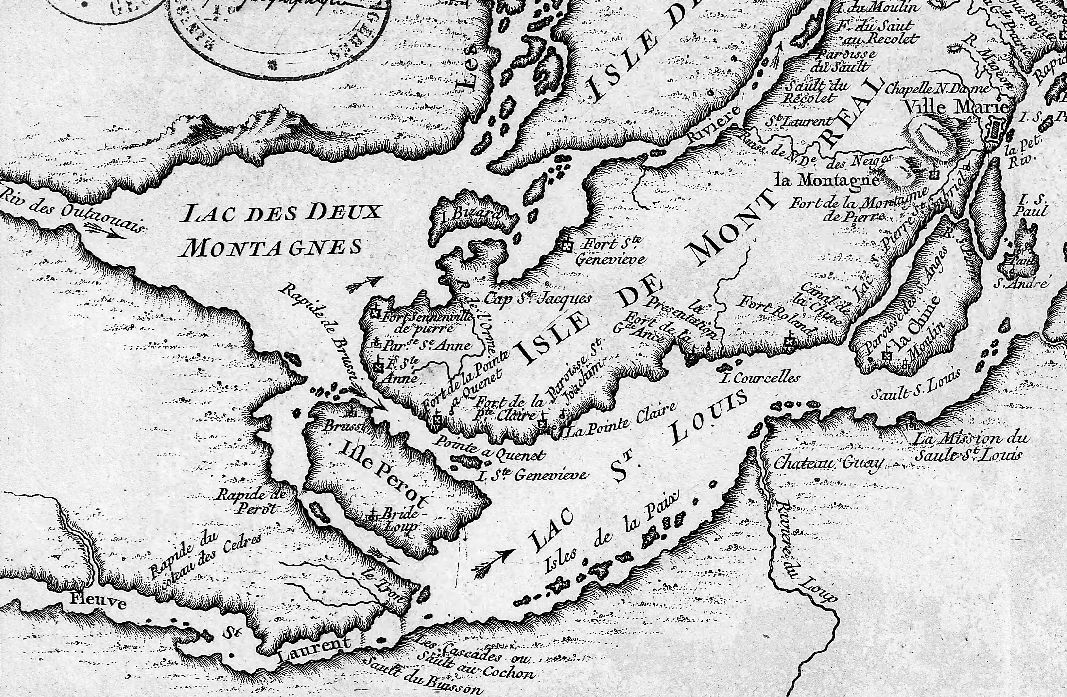
Kaart van het slagveld

De Slag bij Fort Cedars was een slag tijdens de Amerikaanse Onafhankelijkheidsoorlog, die plaatsvond van 15 tot 26 mei 1776 in Fort Cedars, op 28 mijl (45 km) ten westen van Montreal (Canada). Het was een schermutseling die ertoe leidde dat het Amerikaanse garnizoen zonder enig gevecht gevangengenomen kon worden.
Tijdens de Amerikaanse invasie in Canada (1775), hadden de Amerikaanse patriotten, onder de leiding van generaal Moses Hazen, korte tijd Montreal ingenomen. Bezorgd om de Britse activiteiten in het westen, zond Hazen 400 man onder het bevel van kolonel Timothy Bedel uit om Fort Cedar in te nemen.
Op 15 mei 1776 vernam Bedel dat 150 Britten en 50 Irokezen in opmars waren. Hij droeg zijn bevel over aan majoor Isaac Butterfield en keerde naar Montreal terug voor versterking. Bij zijn aankomst zond Hazen 100 man onder bevel van majoor Henry Sherburne terug naar Fort Cedars. Op 16 mei omsingelden de Britten het fort en Butterfield gaf zich over zonder gevecht. De Britten beloofden wel de Amerikaanse gevangenen te beschermen tegen represailles van de Irokezen. Op 20 mei landde Sherburne in Quinze-Chênes op ongeveer 10 mijl (15 km) van Cedars. Omdat hij zich niet realiseerde dat Butterfield zich had overgegeven, leidde hij zijn troepen in een Britse hinderlaag. Zij vochten ongeveer 40 minuten vooraleer zij verplicht waren zich over te geven. Dit gevecht staat bekend als de slag bij Vaudreuil.